# Динамо (Київ) у сезоні 2017—2018
Огляд виступів футбольного клубу «Динамо» (Київ) у сезоні 2017/2018.

## Суперкубок
| 15 липня 2017 21:00 (UTC+3) |

| «Шахтар»         | 2:0      | «Динамо» |
| ---------------- | -------- | -------- |
| Феррейра 8', 56' | Протокол |          |

| «Чорноморець», Одеса Глядачів: 34 146 Арбітр: Костянтин Труханов (Харків) |

«Шахтар»: П'ятов, Срна, Кривцов, Ракицький, Ісмаїлі, Степаненко, Малишев (Коваленко 46'), Бернард, Марлос, Тайсон (Дентіньйо 77'), Феррейра (Ордець 87'). Тренер —  Паулу Фонсека.
«Динамо»: Рудко, Віда, Антунеш, Морозюк, Буяльський (Шепелєв 79'), Хачеріді, Сидорчук, Гармаш (Бесєдін 61'), Циганков (Гонсалес 68'), Мбокані, Ярмоленко. Тренер — Олександр Хацкевич.
- Докладніше: Суперкубок України з футболу 2017.

## Чемпіонат
Турнірна таблиця після першого етату:
| М  | Команда          | І  | В  | Н  | П  | РМ    | О  |
| -- | ---------------- | -- | -- | -- | -- | ----- | -- |
| 1  | «Шахтар»         | 22 | 16 | 3  | 3  | 51−18 | 51 |
| 2  | «Динамо»         | 22 | 13 | 6  | 3  | 42−20 | 45 |
| 3  | «Ворскла»        | 22 | 11 | 4  | 7  | 28−22 | 37 |
| 4  | «Зоря»           | 22 | 8  | 9  | 5  | 38−28 | 33 |
| 5  | «Верес»          | 22 | 7  | 11 | 4  | 26−17 | 32 |
| 6  | ФК «Маріуполь»   | 22 | 9  | 5  | 8  | 30−27 | 32 |
| 7  | «Олімпік»        | 22 | 7  | 7  | 8  | 24−26 | 28 |
| 8  | ФК «Олександрія» | 22 | 4  | 11 | 7  | 19−23 | 23 |
| 9  | «Зірка»          | 22 | 4  | 7  | 11 | 13−31 | 19 |
| 10 | «Карпати»        | 22 | 3  | 10 | 9  | 13−35 | 19 |
| 11 | «Чорноморець»    | 22 | 3  | 9  | 10 | 16−36 | 18 |
| 12 | «Сталь»          | 22 | 3  | 6  | 13 | 15−32 | 15 |

- Згідно з рішенням КДК ФФУ від 11 вересня 2017 року за неявку на гру команді «Динамо» зараховано технічну поразку 0:3, а ФК «Маріуполь» — перемогу 3:0.[2]

Підсумкова турнірна таблиця команд, що боролися за 1-6 місця:
| М | Команда        | І  | В  | Н  | П  | РМ    | О  |
| - | -------------- | -- | -- | -- | -- | ----- | -- |
|   | «Шахтар»       | 32 | 24 | 3  | 5  | 71−24 | 75 |
|   | «Динамо»       | 32 | 22 | 7  | 3  | 64−25 | 73 |
|   | «Ворскла»      | 32 | 14 | 7  | 11 | 37−35 | 49 |
| 4 | «Зоря»         | 32 | 11 | 10 | 11 | 44−44 | 43 |
| 5 | ФК «Маріуполь» | 32 | 10 | 9  | 13 | 38−41 | 39 |
| 6 | «Верес»        | 32 | 7  | 14 | 11 | 28−30 | 35 |

## Кубок
| 1/8 фіналу |

| ФК «Олександрія»             | 2:3 | «Динамо»                       |
| ---------------------------- | --- | ------------------------------ |
| Старенький 77' Грицук 120+3' |     | Кравець 36' (116) Бєсєдін 107' |

| «Ніка» (Олександрія) Глядачів: 1 802 Арбітр: Можаровський |

 Басов, Полярус - Кравець, Гармаш, Пантіч, Хачеріді.
| Чвертьфінал |

| «Десна» | 0:2 | «Динамо»              |
| ------- | --- | --------------------- |
|         |     | Гармаш 6' Русин 90+3' |

| ім. Гагаріна (Чернігів) Глядачів: 11 467 Арбітр: Можаровський |

| Півфінал |

| «Дніпро-1»    | 1:4 | «Динамо»                                               |
| ------------- | --- | ------------------------------------------------------ |
| Кравченко 58' |     | Циганков 28' (пен.) Шепелєв 38' Бєсєдін 44' Вербич 66' |

| «Дніпро-Арена» Глядачів: 12 214 Арбітр: Козик |

 Когут, Бровченко —
| Фінал 9 травня 2018 20:30 |

| «Динамо» | 0:2      | «Шахтар»                   |
| -------- | -------- | -------------------------- |
|          | Протокол | Феррейра 47' Ракицький 61' |

| «Дніпро-Арена», Дніпро Глядачів: 28 155 Арбітр: Юрій Можаровський (Львів) |

«Динамо»: Денис Бойко, Томаш Кендзьора, Микита Бурда, Тамаш Кадар, Йосип Пиварич, Володимир Шепелєв, Денис Гармаш, Беньямін Вербич (Георгій Цітаішвілі, 86), Микола Шапаренко (Дьємерсі Мбокані, 63), Віктор Циганков (), Артем Бєсєдін.
«Шахтар»: Андрій П'ятов, Богдан Бутко (Давид Хочолава, 90), Сергій Кривцов, Ярослав Ракицький, Ісмаїлі, Тарас Степаненко, Фред, Тайсон (), Марлос, Алан Патрік (Віктор Коваленко, 65), Факундо Феррейра (Оларенважу Кайоде, 76).
 Кендзьора, Гармаш, Шапаренко, Бєєдін — Степаненко, Фред.

## Ліга чемпіонів
| 26 липня 2017 18:30 (19:30 UTC+3) |

| «Динамо»                               | 3–1      | «Янг Бойз»     |
| -------------------------------------- | -------- | -------------- |
| Ярмоленко 15' Мбокані 34' Гармаш 90+3' | Протокол | Фасснахт 90+1' |

| «Олімпійський», Київ Глядачів: 36,341 Арбітр: Андреас Екберг (Швеція) |

«Динамо»: Коваль, Морозюк, Хачеріді, Віда, Кадар, Сидорчук (Корзун, 65), Шепелєв, Ярмоленко, Гармаш (Буяльський, 90+4), Гонсалес (Циганков, 81), Мбокані. Тренер — Хацкевич Олександр.
«Янг Бойз»: фон Бальмоос, Мбабу, Нуху, фон Берген, Беніто (Лотомба , 76), Саного (Ассале, 52), Ебішер (Бертоне, 62), Соу, Раве, Фасснахт, Оаро. Тренер — Адольф Гюттер.
 Нуху, фон Берген.
| 2 серпня 2017 20:15 (20:15 UTC+2) |

| «Янг Бойз»                  | 2–0      | «Динамо» |
| --------------------------- | -------- | -------- |
| Оаро 13' (пен.) Лотомба 90' | Протокол |          |

| «Де Суїсс», Берн Глядачів: 13,303 Арбітр: Павел Гіль (Польща) |

«Янг Бойз»: Велфлі, Мбабу, Нуху, фон Берген, Беніто, Раве, Саного, Соу (Лотомба, 85), Фасснахт (Сулеймані, 73), Ассале (Нсаме, 73), Оаро. Тренер — Хюттер Аді.
«Динамо»: Коваль, Морозюк, Хачеріді, Віда, Кадар, Сидорчук, Шепелєв (Корзун, 69), Ярмоленко, Гонсалес (Кравець, 90+2), Гармаш (Буяльський, 84), Мбокані. Тренер — Хацкевич Олександр.
 Мбабу, Оаро — Сидорчук, Шепелєв, Віда, Гонсалес, Коваль.
За рахунок забитого м'яча на виїзді, в наступний раунд пройшов швейцарський клуб. Кияни продовжили єврокубковий сезон у Лізі Європи.

## Ліга Європи

### Група B
| 1 тур 14 вересня 2017 19.00 |

| Динамо Київ                                       | 3:1  | Скендербеу |
| ------------------------------------------------- | ---- | ---------- |
| Сидорчук 47' Жуніор Мораес 49' Мбокані 65' (пен.) | УЄФА | 39' Музака |

| Олімпійський, Київ Глядачів: 24,893 Арбітр: Барт Вертентен |

«Дин»: Коваль, Віда, Хачеріді, Кадар, Піваріч, Буяльський, Сидорчук, Циганков (Морозюк, 70), Гармаш (Мораес, 46), Гонсалес (Гусєв, 83), Мбокані.
«Шкен»: Шехі, Вангелі, Радаш, Яшаніца (Аліті, 68), Мічі, Османі (Гавазай, 60), Діта, Музака, Ліляй, Джеймс (Сахіті, 76), Соу. Тренер: Дайя Ілір.
 Гонсалес, Буяльський — Музака, Вангелі, Мічі, Радаш.
| 2 тур 28 вересня 2017 21.05 |

| Партизан                 | 2:3  | Динамо Київ                                  |
| ------------------------ | ---- | -------------------------------------------- |
| Ожегович 34' Тавамба 42' | УЄФА | 54' (пен.), 84' Жуніор Мораес 68' Буяльський |

| Стадіон «Партизана», Белград Глядачів: 0 Арбітр: Свен Оддвар Моен |

«Пар»: Стойкович, Н. Мілетіч, М. Мілетіч, Остоїч, Вуличевич, Сума (Пантич, 75), Луїз, Радін, Янкович, Тавамба, Ожегович (Йованович, 79). Тренер: Мирослав Джукич.
«Дин»: Коваль, Кендзьора, Віда, Кадар, Піваріч, Сидорчук, Буяльський, Циганков (Мораес, 46), Гармаш, Гонсалес (Морозюк, 90+1), Кравець (Бєсєдін, 46).
 Янковіч, Луїз, Тавамба — Кравець, Буяльський.
| 3 тур 19 жовтня 2017 21.05 |

| Динамо Київ             | 2:2  | Янг Бойз        |
| ----------------------- | ---- | --------------- |
| Мбокані 34' Морозюк 49' | УЄФА | 17', 40' Ассале |

| Олімпійський, Київ Глядачів: 21,789 Арбітр: Маттіас Гестраніус |

«Дин»: Коваль, Кендзьора, Віда (Пантіч, 80), Кадар, Піваріч, Морозюк, Сидорчук (Гармаш, 62), Буяльський, Гонсалес, Мбокані (Бєсєдін, 90+2), Мораес.
«ЯБ»: фон Бальмос, Мбапу, фон Берген, Адамс, Лотомба, Фасснахт, Саного, Соу (Ебішер, 76), Сулеймані, Нгамалеу (Шик, 75), Ассале (Нсаме, 89). Тренер: Хюттер Адольф.
 Фасснахт, Мбапу, Саного.
Вил: — Саного (82).
| 4 тур 2 листопада 2017 19.00 |

| Янг Бойз | 0:1  | Динамо Київ    |
| -------- | ---- | -------------- |
|          | УЄФА | 70' Буяльський |

| Стад де Суїсс, Берн Глядачів: 10,077 Арбітр: Тоні Шапрон |

«ЯБ»: фон Бальмос, Мбабу, Нуху, фон Берген, Лотомба, Фасснахт (Шик, 81), Ебішер, Соу, Сулеймані, Нсаме (Нгамалеу, 73), Ассале. Тренер: Хюттер Адольф.
«Дин»: Бущан, Кендзьора (Кравець, 46), Хачеріді, Віда, Піваріч, Корзун, Гармаш, Буяльський (Шепелєв, 87), Гонсалес, Морозюк, Мораес.
 Ебішер — Корзун, Кравець, Буяльський, Гармаш.
| 5 тур 23 листопада 2017 21.05 |

| Скендербеу                    | 3:2  | Динамо Київ              |
| ----------------------------- | ---- | ------------------------ |
| Лілай 18' Аденії 52' Соуе 56' | УЄФА | 16' Циганков 90+1' Русин |

| Ельбасан Арена, Ельбасан Глядачів: 100 Арбітр: Олівер Драхта |

«Шкен»: Шехі, Вангелі, Радас, Аліті, Міці, Османі (Німага, 70), Музака, Лілай, Гавазай (Таку, 72), Джеймс, Солу (Діта, 90). Тренер: Дайя Ілір.
«Дин»: Бущан, Кендзьора (Русин, 71), Хачеріді, Кадар, Піваріч, Морозюк, Шепелєв, Корзун (Шапаренко, 60), Циганков, Мораес, Бєсєдін.
 Радас, Джеймс — Бущан.
| 6 тур 7 грудня 2017 19.00 |

| Динамо Київ                                   | 4:1  | Партизан             |
| --------------------------------------------- | ---- | -------------------- |
| Морозюк 6' Жуніор Мораес 28', 31', 78' (пен.) | УЄФА | 45+4' (пен.) Євтович |

| Олімпійський, Київ Глядачів: 14,678 Арбітр: Павел Гіл |

«Дин»: Бущан, Піваріч, Хачеріді, Кадар, Кендзьора, Шепелєв, Морозюк, Циганков (Гонсалес, 83), Буяльський (Гармаш, 66), Мораес, Шапаренко (Бєсєдін, 77).
«Пар»: Стойковіч, Вулічевіч, Мітровіч, Н. Р. Мілетіч, Сума, Євтовіч, Евертон (Джурічковіч, 77), Н. Г. Мілетіч, Д. Пантіч, Тавамба, Соломон (Ожеговіч, 66). Тренер: Джукіч Мирослав.
 Морозюк, Шепелєв — Евертон, Н. Г. Мілетіч, Джурічковіч.
Підсумкова таблиця виступів команд у групі «В»:
| 1 | Динамо Київ |     | 4:1 | 2:2 | 3:1 | 6 | 4 | 1 | 1 | 15 — 9 | +6 | 13 |
| 2 | Партизан    | 2:3 |     | 2:1 | 2:0 | 6 | 2 | 2 | 2 | 8 — 9  | -1 | 8  |
| 3 | Янг Бойз    | 0:1 | 1:1 |     | 2:1 | 6 | 1 | 3 | 2 | 7 — 8  | -1 | 6  |
| 4 | Скендербеу  | 3:2 | 0:0 | 1:1 |     | 6 | 1 | 2 | 3 | 6 — 10 | -4 | 5  |

### Плей-оф

#### 1/16 фіналу
| 15 лютого 2018 21.05 |

| АЕК           | 1:1 (0:1) | Динамо       |
| ------------- | --------- | ------------ |
| Айдаревіч 80' | УЄФА      | 19' Циганков |

| Олімпійський, Афіни Глядачів: 30,518 Арбітр: Карлос дель Серро Гранде |

АЕК: Баркас, Враньєш, Ламбропулос, Родріго Гало, Балакіс, Сімоеш, Галанопулос (Айдаревич, 80), Клонарідіс (Хрістодулопулос, 51), Якумакіс (Араужо, 58), Лівайя, Бакасетас. Тренер: Маноло Хіменес.
Дин: Бойко, Хачеріді, Кадар, Кендзьора, Морозюк, Шепелєв, Циганков, Гармаш (Бєсєдін, 78), Буяльський, Мораес (Шапаренко, 90), Гонсалес.
 Гармаш, Хачеріді, Шепелєв, Мораес.
| 22 лютого 2018 19.00 |

| Динамо | 0:0 (0:0) | АЕК |
| ------ | --------- | --- |
|        | УЄФА      |     |

| НСК «Олімпійський», Київ Глядачів: 27,024 Арбітр: Матей Юг |

Дин: Бойко, Кендзьора, Кадар, Хачеріді, Морозюк, Шепелєв (Бєсєдін, 76), Циганков, Гармаш, Буяльський, Гонсалес, Мораес (Шапаренко, 90+3).
АЕК: Баркас, Ламбропулос, Родріго Гало, Чигринський, Бакакіс, Сімоеш, Галанопулос (Айдаревіч, 80), Хрістодулопулос (Якумакіс, 74), Араужо, Бакасетас (Клонарідіс, 70), Шоджаї.

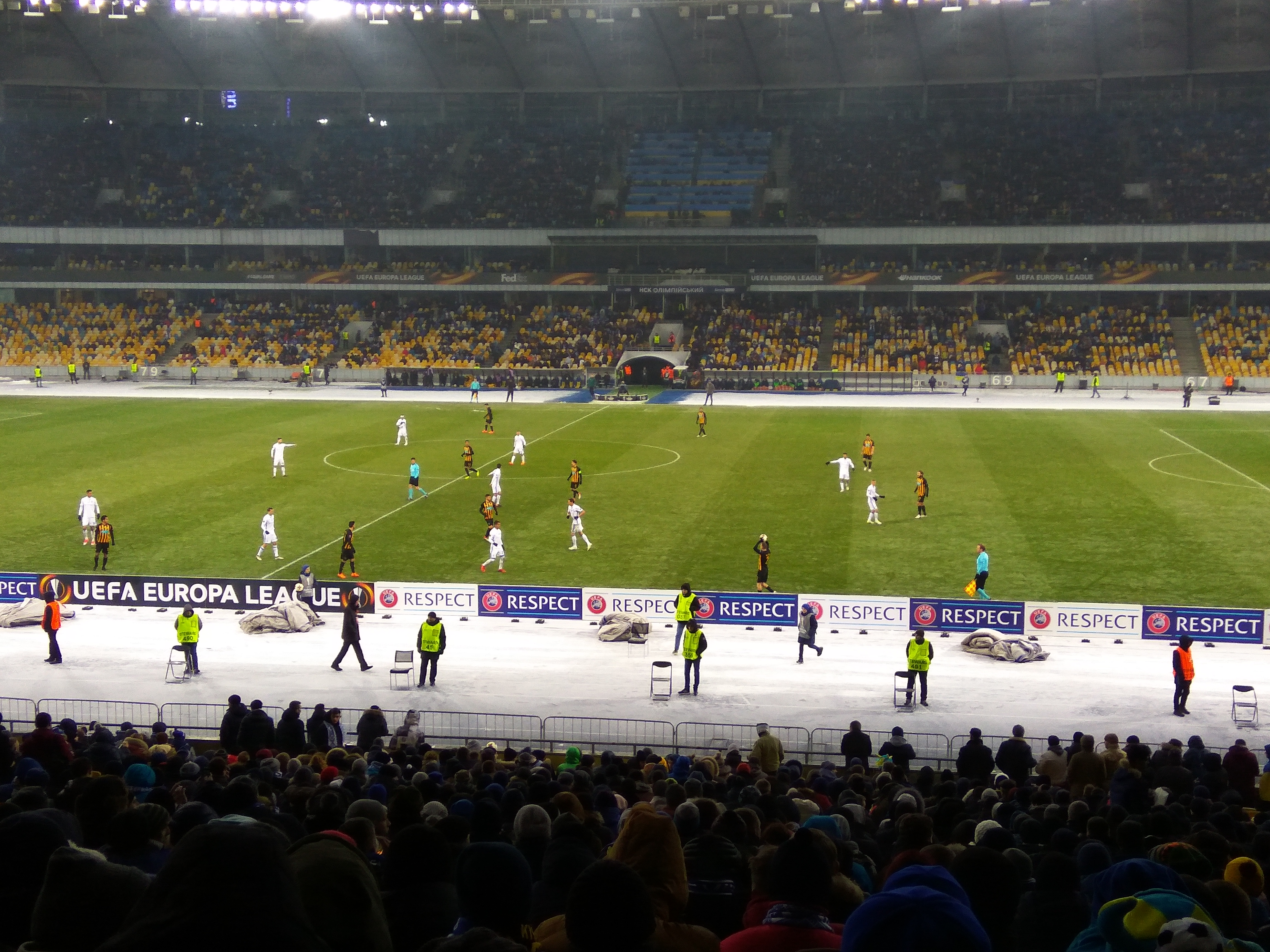
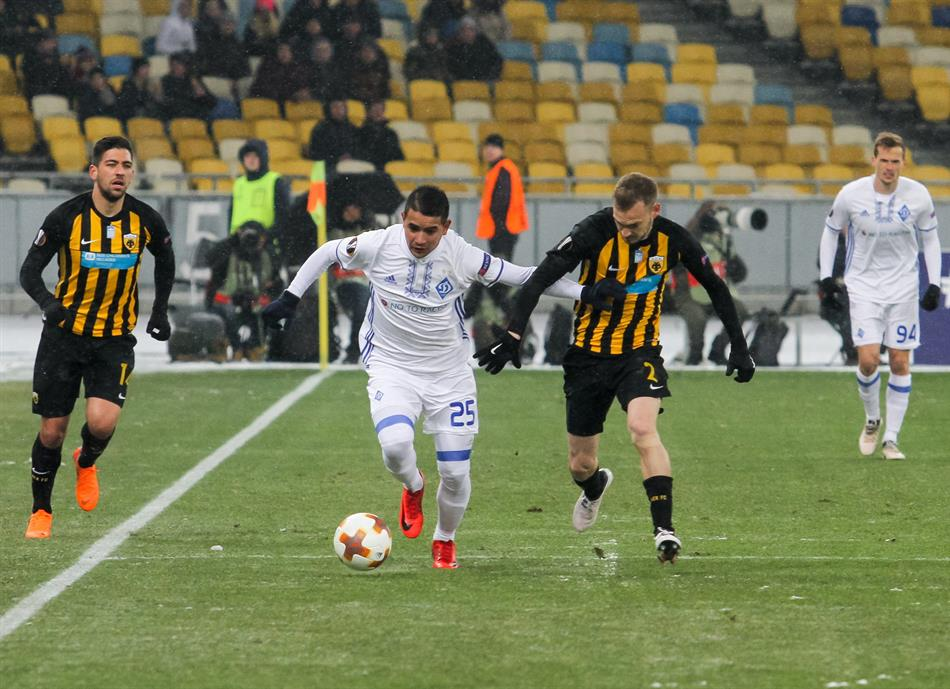

Тренер: Хіменес Манолос.
 Сімоеш, Галанопулос, Родріго Гало, Шаджаї, Чигринський, Араужо.

#### 1/8 фіналу
| 8 березня 2018 21.05 |

| Лаціо                     | 2:2 (0:0) | Динамо                  |
| ------------------------- | --------- | ----------------------- |
| Іммобіле 54' Андерсон 62' | УЄФА      | 52' Циганков 79' Мораес |

| Олімпійський, Рим Глядачів: 21,562 Арбітр: Іван Кружляк |

«Лаціо»: Стракоша, де Врей, Баста (Габаррон, 74), Воллес (Нані, 85), Раду, Лукаку, Лукас Лейва, Феліпе Андерсон, Милинкович-Савич, Іммобіле, Мурджа (Пароло, 74). Тренер: Сімоне Індзагі.
«Динамо»: Бойко, Кендзьора, Бурда, Кадар, Пиварич, Буяльський, Шапаренко (Мораес, 67), Морозюк, Гармаш, Циганков, Бєсєдін.
 Мурджа, Мілінковіч-Савіч, Лукаку — Піваріч, Кадар, Гармаш, Бойко.
Вил: — Гармаш (неспортивна поведінка після закінчення матчу).
| 15 березня 2018 19.00 |

| Динамо (Київ) | 0:2 (0:1) | Лаціо                 |
| ------------- | --------- | --------------------- |
|               | УЄФА      | 23' Лейва 83' де Врей |

| НСК «Олімпійський», Київ Глядачів: 52,639 Арбітр: Хесус Хіль Мансано |

«Динамо»: Бойко, Кендзьора, Бурда, Кадар (Шабанов, 45), Піваріч, Буяльський, Шепелєв, Циганков, Мораес, Морозюк (Гонсалес, 57), Бєсєдін (Мбокані, 70).
«Лаціо»: Стракоша, Рамос, де Врей, Раду, Габаррон (Марушич, 72), Пароло, Лукас Лейва, Луїс Альберто, Лулич (Лукаку, 69), Феліпе Андерсон, Іммобіле (Кайседо, 82). Тренер: Сімоне Індзагі.

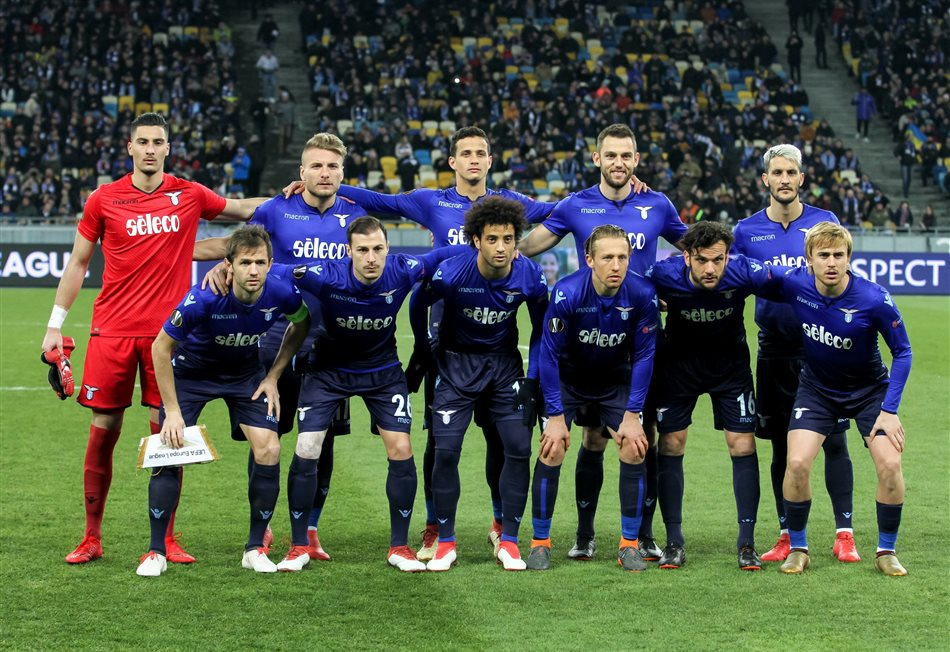
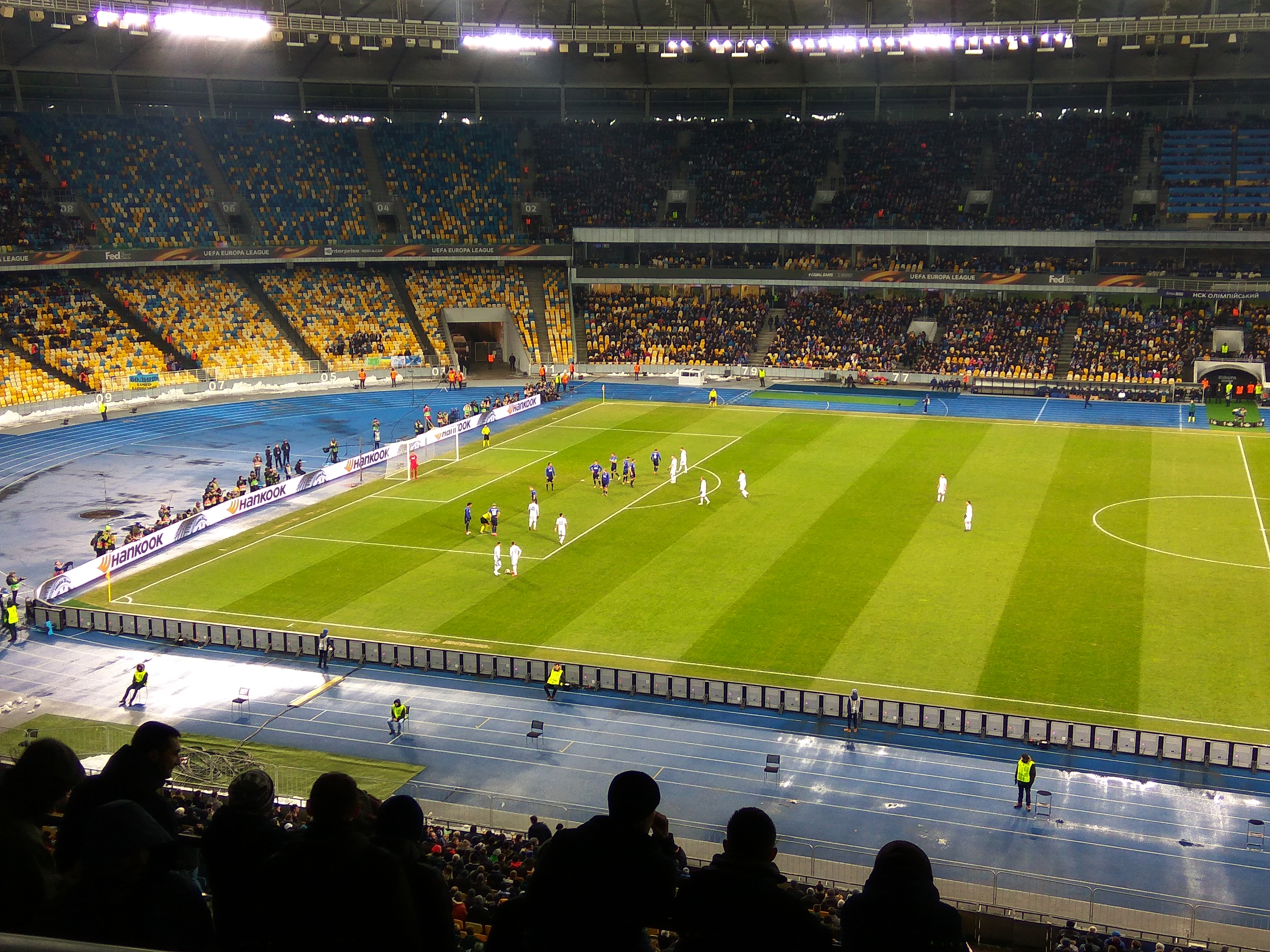
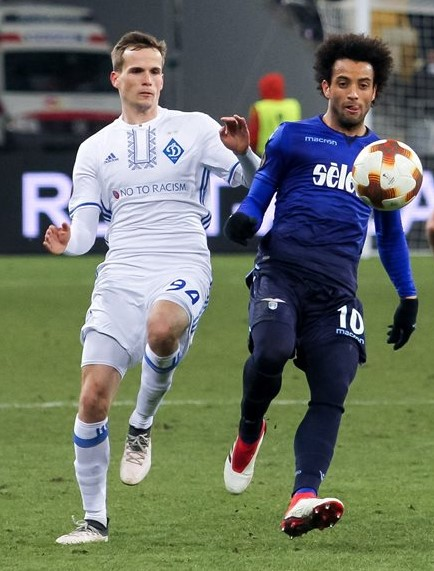

 Мораес, Шабанов, Буяльський — Рамос.

## Статистика
| Гравець            | Дата народження | Чемпіонат | Чемпіонат | Кубок    | Кубок    | Суперкубок | Суперкубок | Ліга чемпіонів | Ліга чемпіонів | Ліга Європи | Ліга Європи | Всього   | Всього   |
| Гравець            | Дата народження | Ігри      | Голи      | Ігри     | Голи     | Ігри       | Голи       | Ігри           | Голи           | Ігри        | Голи        | Ігри     | Голи     |
| Воротарі           | Воротарі        | Воротарі  | Воротарі  | Воротарі | Воротарі | Воротарі   | Воротарі   | Воротарі       | Воротарі       | Воротарі    | Воротарі    | Воротарі | Воротарі |
| ------------------ | --------------- | --------- | --------- | -------- | -------- | ---------- | ---------- | -------------- | -------------- | ----------- | ----------- | -------- | -------- |
| Бойко Денис        | 29.01.88        | 12        | 7п        | 2        | 3п       |            |            |                |                | 4           | 5п          | 18       | 15п      |
| Коваль Максим      | 09.12.92        | 11        | 9п        |          |          |            |            | 2              | 3п             | 5           | 6п          | 18       | 18п      |
| Бущан Георгій      | 31.05.94        | 6         | 3п        | 3        | 2п       |            |            |                |                | 3           | 4п          | 12       | 9п       |
| Рудько Артур       | 07.05.92        | 2         | 3п        |          |          | 1          | 2п         |                |                |             |             | 3        | 5п       |
| Захисники          |                 |           |           |          |          |            |            |                |                |             |             |          |          |
| Кендзьора Томаш    | 11.06.94        | 22        | 1         | 4        | 0        |            |            |                |                | 10          | 0           | 36       | 1        |
| Кадар Тамаш        | 14.03.90        | 21        | 0         | 2        | 0        |            |            | 2              | 0              | 11          | 0           | 36       | 0        |
| Морозюк Микола     | 17.01.88        | 18        | 1         |          |          | 1          | 0          | 2              | 0              | 12          | 3           | 33       | 4        |
| Пиварич Йосіп      | 30.01.89        | 21        | 0         | 3        | 0        |            |            |                |                | 8           | 0           | 32       | 0        |
| Хачеріді Євген     | 28.07.87        | 17        | 1         | 1        | 0        | 1          | 0          | 2              | 0              | 7           | 0           | 28       | 1        |
| Віда Домагой       | 29.04.89        | 9         | 2         |          |          | 1          | 0          | 2              | 0              | 6           | 0           | 18       | 2        |
| Бурда Микита       | 24.03.95        | 12        | 2         | 2        | 0        |            |            |                |                | 2           | 0           | 16       | 2        |
| Шабанов Артем      | 07.03.92        | 8         | 0         | 1        | 0        |            |            |                |                | 1           | 0           | 10       | 0        |
| Миколенко Віталій  | 29.05.99        | 5         | 0         | 2        | 0        |            |            |                |                |             |             | 7        | 0        |
| Пантич Александар  | 11.04.92        | 2         | 0         |          |          |            |            |                |                | 1           | 0           | 3        | 0        |
| Антунеш Віторіну   | 01.04.87        |           |           |          |          | 1          | 0          |                |                |             |             | 1        | 0        |
| Півзахисники       |                 |           |           |          |          |            |            |                |                |             |             |          |          |
| Циганков Віктор    | 15.11.97        | 27        | 13        | 2        | 1        | 1          | 0          | 1              | 0              | 9           | 3           | 40       | 17       |
| Буяльський Віталій | 06.01.93        | 26        | 4         | 2        | 0        | 1          | 0          | 2              | 0              | 11          | 2           | 42       | 6        |
| Гармаш Денис       | 19.01.90        | 25        | 3         | 3        | 1        | 1          | 0          | 2              | 1              | 10          | 1           | 41       | 6        |
| Шепелєв Володимир  | 01.06.97        | 24        | 2         | 4        | 1        | 1          | 0          | 2              | 0              | 8           | 0           | 39       | 3        |
| Гонсалес Дерліс    | 20.03.94        | 18        | 2         | 2        | 0        | 1          | 0          | 2              | 0              | 10          | 1           | 33       | 3        |
| Шапаренко Микола   | 04.10.98        | 14        | 1         | 2        | 0        |            |            |                |                | 5           | 0           | 21       | 1        |
| Сидорчук Сергій    | 02.05.91        | 10        | 0         |          |          | 1          | 0          | 2              | 0              | 5           | 1           | 18       | 1        |
| Вербич Беньямін    | 27.11.93        | 12        | 4         | 2        | 1        |            |            |                |                |             |             | 14       | 5        |
| Корзун Микита      | 06.03.95        | 8         | 0         | 1        | 0        |            |            | 2              | 0              | 2           | 0           | 13       | 0        |
| Ротань Руслан      | 29.10.81        | 9         | 0         | 1        | 0        |            |            |                |                |             |             | 10       | 0        |
| Ярмоленко Андрій   | 23.10.89        | 5         | 3         |          |          | 1          | 0          | 2              | 1              | 2           | 0           | 10       | 4        |
| Гусєв Олег         | 25.04.83        | 4         | 0         |          |          |            |            |                |                | 1           | 0           | 5        | 0        |
| Алібеков Ахмед     | 29.05.98        | 2         | 0         | 2        | 0        |            |            |                |                |             |             | 4        | 0        |
| Рибалка Сергій     | 01.04.90        | 1         | 0         |          |          |            |            |                |                |             |             | 1        | 0        |
| Лєднєв Богдан      | 07.04.98        |           |           | 1        | 0        |            |            |                |                |             |             | 1        | 0        |
| Смирний Євгеній    | 18.08.98        |           |           | 1        | 0        |            |            |                |                |             |             | 1        | 0        |
| Нападники          |                 |           |           |          |          |            |            |                |                |             |             |          |          |
| Бєсєдін Артем      | 31.03.96        | 22        | 6         | 4        | 2        | 1          | 0          |                |                | 8           | 0           | 35       | 8        |
| Мбокані Дьємерсі   | 22.11.85        | 21        | 9         | 2        | 0        | 1          | 0          | 2              | 1              | 5           | 2           | 31       | 12       |
| Мораес Жуніор      | 04.04.87        | 18        | 5         | 1        | 0        |            |            |                |                | 11          | 7           | 30       | 12       |
| Кравець Артем      | 03.06.89        | 8         | 3         | 1        | 2        |            |            | 1              | 0              | 4           | 0           | 14       | 5        |
| Русин Назарій      | 25.10.98        | 1         | 0         | 1        | 1        |            |            |                |                | 1           | 1           | 3        | 2        |
| Хльобас Дмитро     | 09.05.94        | 1         | 1         |          |          |            |            |                |                |             |             | 1        | 1        |

Хочолава Д. «Шахтар» -1
Гол. тр: Хацкевич Олександр (Блр, 19.10.1973)